# Gerard Houben
Gerardus Martinus Maria (Gerard) Houben (Roermond, 25 april 1920 – 18 augustus 2006) was een Nederlands chemisch ingenieur en collectioneur. Hij was gespecialiseerd in metrologie en gewichten, in het bijzonder muntgewichtdozen en muntgewichten, waarover hij ook publiceerde.

## Biografie
Houben werd geboren in Roermond. Hij deed de opleiding voor scheikundig ingenieur aan de TH Delft. In 1950 studeerde hij af "met lof". In 1951 promoveerde hij te Delft tot doctor in de technische wetenschap.
Hij was oprichter en bestuurslid van de vriendenvereniging van het Museum van het IJkwezen en voorzitter van de Vereniging voor Verzamelaars van Maten en Gewichten. Vanaf 1989 schonk hij jaarlijks een deel van zijn verzameling muntgewichten en muntweegapparaten aan de Staat der Nederlanden. Deze schenkingen werden opgenomen in de collectie van Rijksmuseum Het Koninklijk Penningkabinet in Leiden. Ook schonk Houben weeginstrumenten aan de Oudheidkamer voor het IJkwezen in Delft. In 1995 werd Houben, bij de opening van de tentoonstelling Gewogen of bedrogen. Het wegen van geld in de Nederlanden in Het Koninklijk Penningkabinet door de staatssecretaris van OCW, Aad Nuis, onderscheiden met de Museummedaille in zilver. In hetzelfde jaar kreeg hij de Zilveren Anjer opgespeld.
Houben overleed in 2006. Hij werd begraven in Lage Vuursche.